# كورتني بولوك
كورتني بولوك (بالإنجليزية: Courtney Pollock)‏ هو عازف قيثارة وموسيقي أمريكي، ولد في 31 يناير 1975.

## وصلات خارجية
- كورتني بولوك على موقع ميوزك برينز (الإنجليزية)
- كورتني بولوك على موقع ديسكوغز (الإنجليزية)